# Fenwick (Connecticut)
Fenwick es un borough ubicado en el condado de Middlesex en el estado estadounidense de Connecticut. En el año 2005 tenía una población de 52 habitantes y una densidad poblacional de 47.1 personas por km².

## Geografía
Fenwick se encuentra ubicada en las coordenadas 41°16′12″N 72°21′26″O / 41.27000, -72.35722.

## Demografía
Según la Oficina del Censo en 2000 los ingresos medios por hogar en la localidad eran de $57,500 y los ingresos medios por familia eran $60,625. Los hombres tenían unos ingresos medios de $50,625 frente a los $16,250 para las mujeres. La renta per cápita para la localidad era de $38,135. Alrededor del 0% de la población estaban por debajo del umbral de pobreza.